# Caroline Hunt Rimmer
Caroline Hunt Rimmer (1851–1918) foi uma ilustradora, escultora e professora americana nascida em Randolph, Massachusetts. Ela estudou com o seu pai William Rimmer.
Escreveu Figure Drawing for Children, originalmente publicado em 1893 e republicado recentemente em 2013.
A escultura de Rimmer, Mermaid, encontra-se na colecção do Museu de Belas Artes de Boston.